# Lee Yu-bin
Lee Yu-bin (kor. 이유빈; ur. 23 kwietnia 2001 w Seongnamie) – południowokoreańska łyżwiarka szybka specjalizująca się w short tracku, mistrzyni olimpijska i mistrzyni świata w sztafecie.
W 2018 roku wystąpiła na igrzyskach olimpijskich w Pjongczangu. W biegu sztafetowym zdobyła złoty medal olimpijski (w sztafecie poza nią pobiegły Shim Suk-hee, Choi Min-jeong, Kim Ye-jin i Kim A-lang). Również w 2018 roku zdobyła złoty medal mistrzostw świata w sztafecie (w tym samym składzie co w Pjongczangu). W latach 2016–2017 wywalczyła ponadto trzy medale mistrzostw świata juniorów (złoty i brązowy w wieloboju oraz srebrny w sztafecie). Ośmiokrotnie stawała na podium zawodów Pucharu Świata w sezonach 2017/2018–2019/2020 (trzy zwycięstwa, dwa drugie miejsca i trzy trzecie).
W 2022 roku na igrzyskach w Pekinie zdołała razem z Seo Whi-min, Choi Min-jeong i Kim A-lang zdobyć srebrny medal olimpijski w konkurencji sztafety. W pozostałych konkurencjach medalu nie wywalczyła – w biegu na 500 m zajęła 26. pozycję, biegu na 1000 m zajęła 6. pozycję, a zmagania w konkurencji biegu na 1500 m zakończyła na 6. pozycji. Znalazła się w składzie zespołu wystawionego do zmagań w konkurencji sztafety mieszanej, gdzie Koreańczycy odpadli w ćwierćfinale i zajęli 3. pozycję w kolejce.